# Batalla del Aeropuerto de Paitilla
La Batalla del Aeropuerto de Paitilla fue una batalla librada entre miembros de las Fuerzas de Defensa de Panamá y el Equipo SEAL 4, el 20 de diciembre de 1989. Lanzada en las horas de inicio de la invasión de Estados Unidos a Panamá (Operación Causa Justa), esta operación fue manejada por el Equipo SEAL 4. La fuerza consistió en cuarenta y ocho SEAL de la Armada de los Estados Unidos (tres pelotones de SEAL: Golf, Echo y Delta) bajo el mando del teniente comodoro Patrick Toohey. El equipo tuvo la tarea de destruir el jet privado de Noriega en tierra en el Aeropuerto Punta Paitilla, en la Ciudad de Panamá.

## Consecuencias

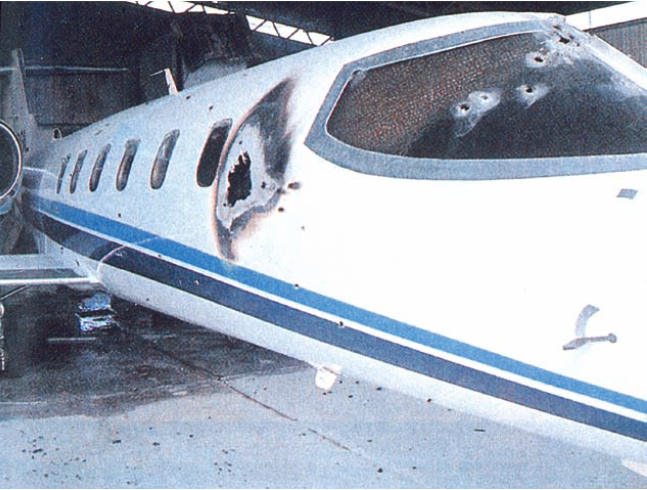
Avión privado Learjet 35A de Manuel Noriega dañado por los SEALs durante la invasión estadounidense de Panamá de 1989.

Debido al alto nivel de bajas sufridas y varias inconsistencias con respecto a la planificación y el mando y control durante la batalla, la Batalla del Aeropuerto de Paitilla se considera una de las operaciones más controvertidas dentro de la invasión de Estados Unidos a Panamá (Operación Causa Justa), desde la perspectiva militar de Estados Unidos.